# Trogia venenata
Trogia venenata (лат.) — смертельно ядовитый вид грибов из семейства негниючниковых, распространённый в провинции Юньнань на юго-западе Китая.
Небольшой гриб белого цвета. Встречается в горной местности, на высотах от 1700 до 3000 м над уровнем моря. Развивается на гнилой древесине. Описан в 2012 году, является близким родственником давно известного вида Trogiа infundibuliformis.
Употребление в пищу смертельно как для людей, так и для мышей, так как гриб содержит две токсичных аминокислоты. Это предполагаемая причина синдрома внезапной смерти Юньнани.
В декабре 2012 года было объявлено, что доктор Сю Цзяньпин (кит. 徐建平) собирал образцы Trogia venenata в Юньнани в течение последних трех лет, и его исследование показало, что концентрации бария (ранее считавшегося одной из причин отравления) в дикорастущих грибах не очень высоки: не выше, чем в обычных продуктах, таких как птица и рыба.
С момента публикации широко известной статьи в журнале Science за 2010 год не было зарегистрировано ни одного случая синдрома внезапной смерти Юньнани.